# Гильдебрандт, Платон Иванович
Платон Иванович Гильдебрандт (1817—1886) — генерал-лейтенант Русской императорской армии, участник русско-турецкой войны 1877—1878 годов.

## Биография
Платон Гильдебрандт родился 13 декабря 1817 года, сын военного врача Ивана Андреевича фон Гильдебрандта.
Образование получил в 1-м Московском кадетском корпусе, из которого выпущен 27 июня 1837 года прапорщиком в 18-ю конно-артиллерийскую батарею. В 1853 году в чине капитана был назначен командующим резервной батареей 7-й конно-артиллерийской бригады.
20 октября 1855 года Гильдебрандт был произведён в подполковники, командовал конно-артиллерийской облегчённой № 12-й батареей. 20 января 1864 года получил чин полковника. Затем он командовал облегчённой батареей 6-й конно-артиллерийской бригады.
В 1867 году П. И. Гильдебрандт получил в командование 11-й драгунский Рижский полк. Будучи 27 июля 1875 года произведён в генерал-майоры, он был назначен командиром 1-й бригады 11-й кавалерийской дивизии.
В 1877—1878 году Гильдебрандт сражался с турками в Болгарии, в начале 1878 года являлся временно исправляющим дела начальника 11-й кавалерийской дивизии. За отличие в бою под Чаприкиоем 9 сентября 1877 года награждён золотой саблей с надписью «За храбрость», а за отличие в делах 13 ноября у селений Ковачица и Паломирица он получил мечи к ордену св. Владимира 3-й степени.
В начале 1880-х годов назначен командиром 7-й бригады кавалерийского запаса. 6 мая 1884 года произведён в генерал-лейтенанты.
Платон Иванович Гильдебрандт скончался 16 мая 1886 года.

## Награды
Среди прочих наград Гильдебрандт имел ордена:
- Орден Святой Анны 2-й степени (1853 год, императорская корона к этому ордену пожалована в 1862 году)
- Орден Святого Станислава 2-й степени с императорской короной (1856 год)
- Орден Святого Владимира 3-й степени (1870 год, мечи к этому ордену пожалованы в 1878 году)
- Золотая сабля с надписью «За храбрость» (23 декабря 1878 года)
- Орден Святого Станислава 1-й степени с мечами (1879 год)
- Орден Святой Анны 1-й степени с мечами (1880 год)